# Ford Ka
Ka je mali gradski automobil dostupan kao hatchback s troja vrata, proizvodi ga i prodaje marka Ford.
Prva generacija se počela prodavati 1996. godine i proizvodila se sve do 2008. godine kada je predstavljena druga generacija.

## Prva generacija
Ford Ka je nastao na Fiesti četvrte generacije, auto je bio hvaljen zbog izgleda i upravljivosti, proizvodio se punih 12 godina. Ka je imao i dvije inačice, Ka Sport s 1.6 motorom i StreetKa kabriolet verziju. Svi motori su imali 5 brzinski ručni mjenjač.

## Druga generacija
Druga generacija je na tržište predstavljena 2008. godine. Za razliku od prve generacije koja je bazirana na Fiesti ovaj Ka je potpuno baziran na Fiatu 500. Ka se zajedno s Fiatovim modelom proizvodi u Fiatovoj tvornici u Poljskoj. Premda sve dijeli s Fiatom izgled je Fordov kinetički dizajn a podvozje je dorađeno većim tragom kotača da bi i Ka kao i ostali Fordovi modeli bio vozački auto. Oba motora su posuđeni od Fiata i preimenovani u Fordove nazive Duratec odnosno Duratorq.

## Treća generacija
Treća generacija bi trebala izići na tržište tijekom 2014. godine, platforma bi trebala biti od Ford Start Concept automobila. Glavni motor će biti Ecoboost s tri cilindra. Automobil će biti proizveden od recikliranih materijala